# Лончаревич, Илия
Илия Лончаревич (хорв. Ilija Lončarević; род. 8 октября 1944, Югославия) — хорватский футболист и тренер.

## Карьера тренера
Лончаревич привел Инкер (Запрешич) к победе в Кубке Хорватии в 1992 году, но, пожалуй, его самым большим успехом в тренерской деятельности стала победа в чемпионате Хорватии с загребской «Кроацией» в 1999 году. В 1990-х годах Лончаревич также руководил несколькими другими хорватскими командами, включая «Загреб», «Марсонию», «Славен Белупо» и «Хрватски Драговоляц».
Летом 2000 года, после недолгого периода с «Марсонией», Лончаревич был назначен главным тренером в «Чаковце», который только что выиграл своё первое повышение в первый дивизион Хорватии в то время. Под его руководством клуб неожиданно оказался в состоянии бороться за пятое место в лиге в течение некоторого времени осенью 2000 года, но в итоге они закончили сезон на 8-м месте. Лончаревич покинул «Чаковец» во время зимнего перерыва сезона 2000/2001 и вернулся в загребское «Динамо» на сезон 2001/2002.
В 2003 году Лончаревич был назначен главным тренером национальной сборной Ливии, и провёл команду через отборочный турнир к чемпионату мира 2006 года. Он был неожиданно уволен с поста в июле 2004 года, хотя команда проиграла только один отборочный матч до этого времени. После этого первого периода в сборной Лончаревич в ноябре 2004 года вернулся в «Динамо» и оставался там до конца сезона. В апреле 2005 года Лончаревич был назначен главным тренером национальной сборной Ливии во второй раз, после того как их предыдущий тренер Мохамед аль-Хемиси ушел с поста после поражения со счетом 1:4 от Египта в отборочном турнире чемпионата мира.
Лончаревич управлял ливийской сборной в оставшихся четырёх отборочных матчах чемпионата мира, но не добился большого успеха, поскольку команда сыграла дважды нулевую ничью и потерпела два поражения со счетом 0:1. Ливия заняла четвертое место в своей группе, отстав на 10 очков от победителя группы Кот-д'Ивуара. Несмотря на неудачную кампанию отборочного турнира чемпионата мира, Лончаревич остался во главе ливийской команды на Кубке африканских наций 2006 года в Египте. Однако после того, как Ливия проиграла Египту и Кот-д'Ивуару в первых двух матчах группового этапа на турнире, председатель Ливийской футбольной федерации Гамаль аль Гаафари объявил, что Лончаревич будет освобожден от своих обязанностей после последнего группового матча против Марокко, который закончился нулевой ничьей.
С ноября 2006 года Лончаревич возглавлял команду «Осиек». В течение его первого сезона команда заняла шестое место в лиге, а в мае 2007 года он подписал контракт сроком до сезона 2008/09. Во втором сезоне команда заняла третье место в национальном чемпионате и квалифицировалась на Кубок Интертото 2008 года.
Летом 2009 года Лончаревич был назначен тренером клуба «Тирана». Однако, 6 октября 2009 года, всего через 5 недель после начала албанской Суперлиги, Лончаревич подал в отставку, не указав никаких причин, по которым он это сделал.
8 марта 2021 года он снова был назначен главным тренером «Интера» Запрешича, ныне команды второй дивизиона Хорватии. Он ушел в отставку из «Кустошии» в октябре 2022 года после 3 месяцев руководства.

## Достижения

### «Интер» (Запрешич)
- Обладатель Кубка Хорватии: 1992

### «Марсония»
- Победитель Второй лиги Хорватии: 1993/94, 1999/2000

### «Славен Белупо»
- Победитель Второй лиги Хорватии: 1995/96

### «Динамо» (Загреб)
- Чемпион Хорватии: 1998/99
- Обладатель Кубка Хорватии: 2000/01

### «Тирана»
- Обладатель Суперкубка Албании: 2009